# Mallerberg (Fichtelgebirge)
Der Mallerberg ist eine dicht bewaldete Erhebung (631 m ü. NHN) im Finkensteinwald nördlich des Kirchdorfes Bernstein, Gemeindeteil der Stadt Wunsiedel im Landkreis Wunsiedel im Fichtelgebirge. Durch den Finkensteinwald verläuft der blau-weiß markierte Wanderweg des Fichtelgebirgsvereins von Stemmasgrün nach Oberwoltersgrün. Auf der gleichen Wegführung verläuft der Porzellanwanderweg.

## Karten
- Topografische Karte 1:25.000 des Bayerischen Landesvermessungsamtes Nr. 5937 Fichtelberg
- Fritsch Wanderkarte 1:50.000 Naturpark Fichtelgebirge